# Plac św. Marka w Poznaniu

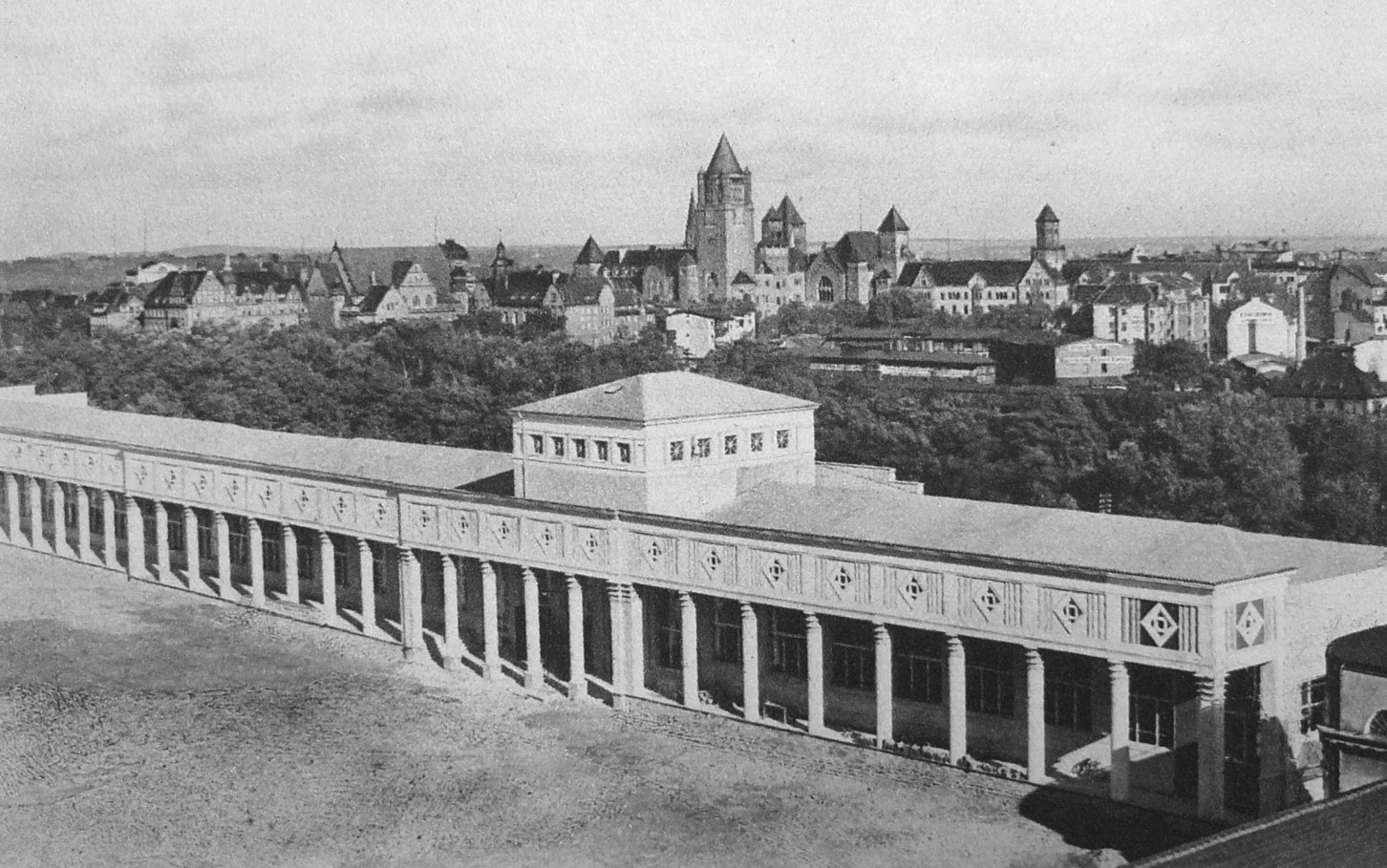
Plac św. Marka w 1929

Plac św. Marka (później: Plac Marka lub Plac Centralny) – centralny plac Międzynarodowych Targów Poznańskich zlokalizowany w pobliżu ul. Roosevelta w Poznaniu i głównego wejścia na tereny wystawowe.

## Historia i architektura
Nazwa placu pochodzi od weneckiego odpowiednika. Założenie zaprojektował główny architekt PeWuKi - Roger Sławski w 1929. Z placem w Wenecji łączyło go użycie długiej kolumnady wzdłuż otaczających go pawilonów i hal wystawowych. Kolumny nawiązywały do wzorów egipskich - miały złocone kapitele, a pomiędzy nimi umieszczono poziomy, zdobiony pas. Pierwotnie plac miał wymiary 80 na 270 metrów. Na płycie stały dwie fontanny:
- akt z delfinem Marcina Rożka,
- obelisk w towarzystwie czterech faunów (autorzy: Adolf Berezowski i Jan Goliński).

Plac po II wojnie światowej całkowicie stracił pierwotną formę. Zniknęła kolumnada i fontanny. Jest to obecnie największa otwarta przestrzeń na terenach targowych i służy m.in. do ekspozycji obiektów wielkogabarytowych oraz maszyn, urządzeń, czy taboru kolejowego (posiadał bocznicę).

## Otoczenie
Plac otaczają:
- Hala Reprezentacyjna,
- pawilon nr 3 (dawniej brytyjski),
- główne wejście,
- Iglica,
- pawilon nr 10,
- hala nr 4.

## Kultura
Oprócz funkcji ekspozycyjnych Plac Marka pełni funkcje kulturalne, m.in.:
- w 2006 odbyła się tu prapremiera opery Ça Ira Rogera Watersa (14.000 widzów),
- w 2007 wystąpiła tu Sinéad O’Connor,
- w 2009 zagrały tu grupy: Nine Inch Nails i Jane’s Addiction (w ramach Malta Festival Poznań).

Plac w okresie międzywojennym doczekał się licznej ikonografii, m.in. znalazł się na obrazach i pocztówkach.

## Bocznica kolejowa
Bocznica od stacji Poznań Główny powstała najprawdopodobniej przed II wojną światową. Miała długość 1665 m, z czego na terenach MTP znajdowało się 1150 m. Zbudowano ją z szyn staroużytecznych (najstarsza z 1899 z Królewskiej Huty). Wjeżdżał nią tabor kolejowy i tramwajowy eksponowany podczas imprez targowych (np. premierę miał tu tramwaj typu FPS Puma, wjeżdżały parowozy z Wolsztyna, czy drezyny turystyczne). W 2013, w związku z modernizacją placu i przyległych pawilonów, a także rozbudową PST, bocznica została w większości zlikwidowana (pozostał niewielki, odcięty fragment, na który tabor będzie dowożony platformami samochodowymi). Ostatni przejazd odbył się 2 lipca 2013, z użyciem drezyny ręcznej Grodziskiej Kolei Drezynowej. W przejeździe uczestniczył prezes targów Andrzej Byrt. 